# Міський музей імператора Франца Йосифа (Вагнер)
Міський музей імператора Франца Йосифа, проєктна назва — «Опус IV» (нім. Kaiser Franz Joseph Stadtmuseum, Opus IV) — нереалізований проєкт 1912 року музею імператора Франца Йосифа I австрійського архітектора Отто Вагнера (1841–1918) у Відні. Будівля повинна була розташовуватися по вул. Ауф-дер-Шмельц (Відень XV).

## Історія

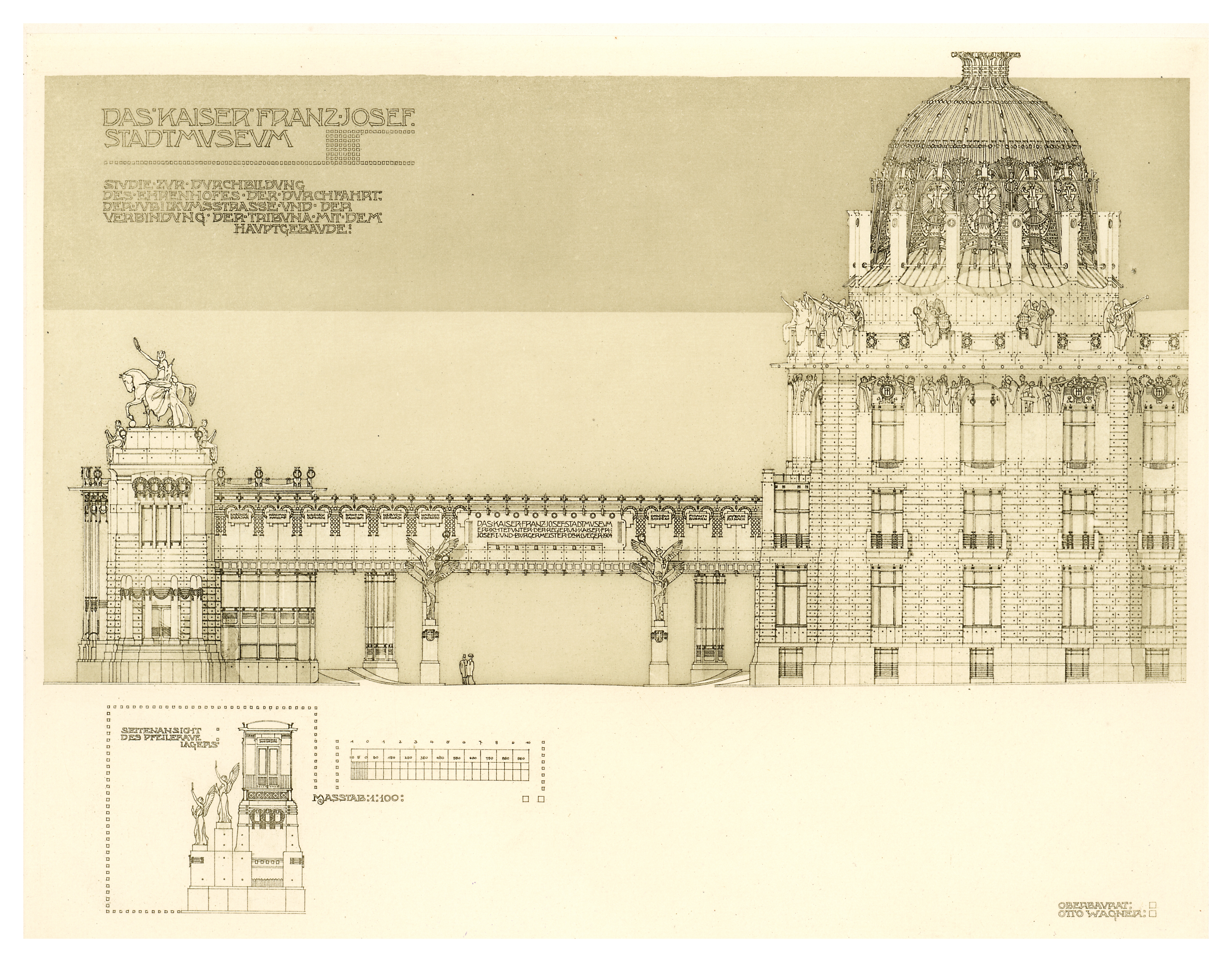
Проєкт «Міський музей імператора Франца Йосифа» (між 1898–1906)

Для Вагнера музейні споруди були демонстрацією лейтмотиву культури сучасної епохи. У різних роботах, серед яких були «Наше мистецтво» (1903) і «У підтримку мистецтва» (1909), Вагнер часто зазначав про зв'язок архітектури з мистецтвом і культурою. З цієї причини проєктування і будівництво музею мали для архітектора велике значення. З моменту участі у першому попередньому конкурсі, а також у більш пристрастному змаганні у 1901–1902 роках і до участі у крупному конкурсі 1912 року, Вагнер працював над проєктом Міського музею імператора Франца Йосифа упродовж 10 років.
Конкурс був оголошений у липні 1912 року, а у травні 1913 року у пресі з'явилось повідомлення, що будуть вручені дві премії за перше місце; одна з них призначалась Вагнеру, однак до реалізації був обраний інший переможний проєкт — дуета архітекторів Карла Гоффмана і Еміля Транквілліні. Однак, будівництво музею було перервано через початок Першої світової війни.
З багатьох музейних проєктів Вагнера «Міський музей імператора Франца Йосифа» 1912 року (названий Опус IV) є найбільш складним і просторово цікавим. Зведення цього музею стало б для Відня архітектурною і художньою сенсацією.

## Опис
Відвідувач потрапляв у вестибюль у 4 поверхи заввишки 20 м, причому кожен з поверхів мав галерею, що оточувала вестибюль. У центрі вестибюля мав розташовуватися «Фонтан Доннера», робота відомого барокового скульптора Георга Рафаеля Доннера (1693–1741). Після цього відвідувач по сходам проходив у різні зони музею, виставкові кімнати яких були прорізані численними альтернативними коридорами. Витончені скляні структури були заплановані в обох внутрішніх дворах першого поверху, дизайн яких нагадував про залу Поштово-зберігального банку: скляна стеля, підвішена до арок і накрита скляною покрівлею, розміщувалась над двома виставковими залами 8 і 6,5 м відповідно.
У своїй пояснювальній доповіді Вагнер підкреслив велику гнучкість і функціональність проєкту музею. Архітектор звертав увагу на простий спосіб установки мобільних перегородок між вікнами. Це означало, що, як і кількість кімнат, кількість розмежувальних площин могли змінюватися. Простори між скляною покрівлею і підвісною скляною стелею могли опалюватися, були доступні для проходу і легкими у чистці.